# József Arpad Biró

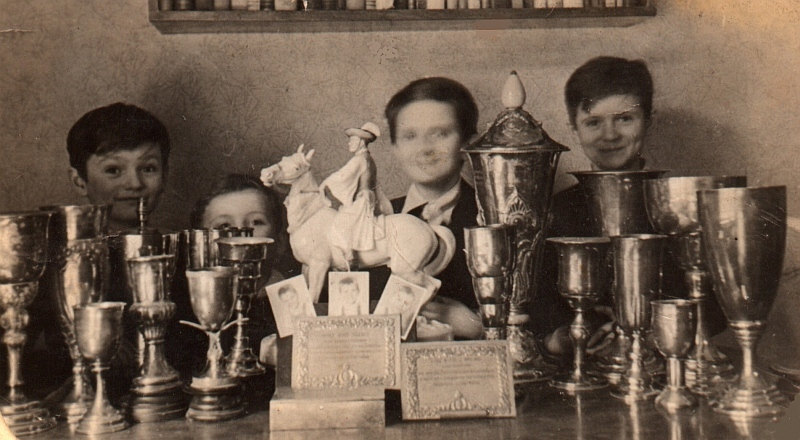
Trofea J.A. Bíró, za nimi synowie József, Mátyás, Zoltán oraz kuzyn Csaba

József Arpad Bíró (węg. Bíró József Árpád) (ur. 1 stycznia 1899 w Prázsmár, zm. 8 stycznia 1949) – mistrz jeździecki Węgier, podpułkownik.
Urodzony 1 stycznia  1899 w  Prázsmár (obecnie Prejmer w Rumunii). Podczas I wojny światowej służył w artylerii na froncie włoskim. Od 1918 do 1941 służył w Żandarmerii. W latach 20. był oficerem szkoleniowym jeździectwa w szkole żandarmerii w Cegled, a następnie w Kiskunhalas.  
W 1934 wydał podręcznik szkolenia kawalerii. 
Od 1937 do 1943 w wojskowej szkole jeździectwa w Örkénytábor, najpierw jako jeździec olimpijski, a następnie kierownik grupy olimpijczyków.  
W 1941 przeniesiony do huzarów, w 1942 awansowany do stopnia podpułkownika.  W 1945 dostał się do niewoli i do 1948 przebywał w obozach jenieckich w Związku Radzieckim. Po powrocie na Węgry aresztowany przez komunistyczną  służbę bezpieczeństwa AVO. 
Zmarł podczas przesłuchań 8 stycznia 1949. 

## Osiągnięcia sportowe i nagrody
Czterokrotny mistrz jeździecki Węgier (1940–1943).
W 1992 odznaczony pośmiertnie najwyższym odznaczeniem Węgierskiego Związku Jeździeckiego.
Z odznaczeń państwowych posiadał:
- Order Vitéza (Węgry)
- Srebrny i Brązowy Medal z Koroną (Węgry)
- Srebrny Medal Waleczności (Austro-Węgry)
- Krzyż Wojskowy Karola (Austro-Węgry)
- Medal Rannych (Austro-Węgry)
- Medal Pamiątkowy Wojny (Węgry)
- Odznaka za Służbę dla Oficerów III kl. (Węgry)
- Medal Pamiątkowy Północny (Węgry)